# Tamberías (Calingasta)
Tamberías es la localidad cabecera y de asiento de autoridades gubernamentales del Departamento Calingasta, ubicada en el extremo suroeste de la provincia de San Juan, Argentina. Esta localidad ha experimentado un notable crecimiento en cuanto a la demanda turística. Convirtiéndose hoy no tan solo en núcleo de una región agrícola sino también de turismo. Posee una importante infraestructura hotelera y de vías de comunicación.

## Toponimia
Tamberías viene de Tambo. Lugar de paso obligatorio en el camino del Inca. Donde se guardaban las cosechas y el chasqui podía descansar y reponer refuerzas.
A diferencia de lo que se cree, Tambo no tiene origen en el milkayac. No existe la palabra "Tambo" en el milkayac (idioma de los huarpes). Y es imposible que Tambo haga referencia a una "plaza de armas". Pues los huarpes no tenían conocimiento de tal cosa y no pueden haber nombrado algo que desconocían. Los huarpes no tenían plaza de armas.

## Población
Cuenta con 8588 habitantes (Indec, 2010), lo que representa un incremento del 17,8% frente a los 6870 habitantes (Indec, 2010) del censo anterior. Siendo la principal localidad del departamento después de Calingasta

## Historia
Fue fundada en 1866 como Villa Maipú y, en 1917, cambió su nombre por el de General Sarmiento. No prosperó, persistiendo el topónimo histórico y en 1937 lo cambió a como se lo conoce el día de hoy; Tamberías

## Geografía

### Aspecto y posición
Rural es el aspecto predominante que circunda a la zona con importantes cadenas montañosas, caudalosos y turbulentos ríos como el de los Patos y el Calingasta, dentro de los Valle de Calingasta. Se encuentra posicionada en el suroeste del provincia de San Juan, al oeste de la ciudad de San Juan, a 150 kilómetros aproximadamente, en la parte centro este del departamento Calingasta.

### Sismicidad
La sismicidad del área de Cuyo (centro oeste de Argentina) es frecuente y de intensidad baja, y un silencio sísmico de terremotos medios a graves cada 20 años en distintas áreas aleatorias.
Terremoto de Caucete 1977el 23 de noviembre de 1977, la región fue asolada por un terremoto y que dejó como saldo lamentable algunas víctimas, y un porcentaje importante de daños materiales en edificaciones.
Sismo de 1861aunque dicha actividad geológica ocurre desde épocas prehistóricas, el terremoto del 20 de marzo de 1861 señaló un hito importante dentro de la historia de eventos sísmicos argentinos ya que fue el más fuerte registrado y documentado en el país. A partir del mismo la política de los sucesivos gobiernos mendocinos y municipales han ido extremando cuidados y restringiendo los códigos de construcción. Y con el terremoto de San Juan de 1944 del 15 de enero de 1944 (81 años) el gobierno sanjuanino tomó estado de la enorme gravedad sísmica de la región.
El Día de la Defensa Civil fue asignado por un decreto recordando el sismo que destruyó la ciudad de Caucete el 23 de noviembre de 1977, con más de 40.000 víctimas sin hogar. No quedaron registros de fallas en tierra, y lo más notable efecto del terremoto fue la extensa área de licuefacción (posiblemente miles de km²).
El efecto más dramático de la licuefacción se observó en la ciudad, a 70 km del epicentro: se vieron grandes cantidades de arena en las fisuras de hasta 1 m de ancho y más de 2 m de profundidad. En algunas de las casas sobre esas fisuras, el terreno quedó cubierto de más de 1 dm de arena.